# 電子道路收費系統

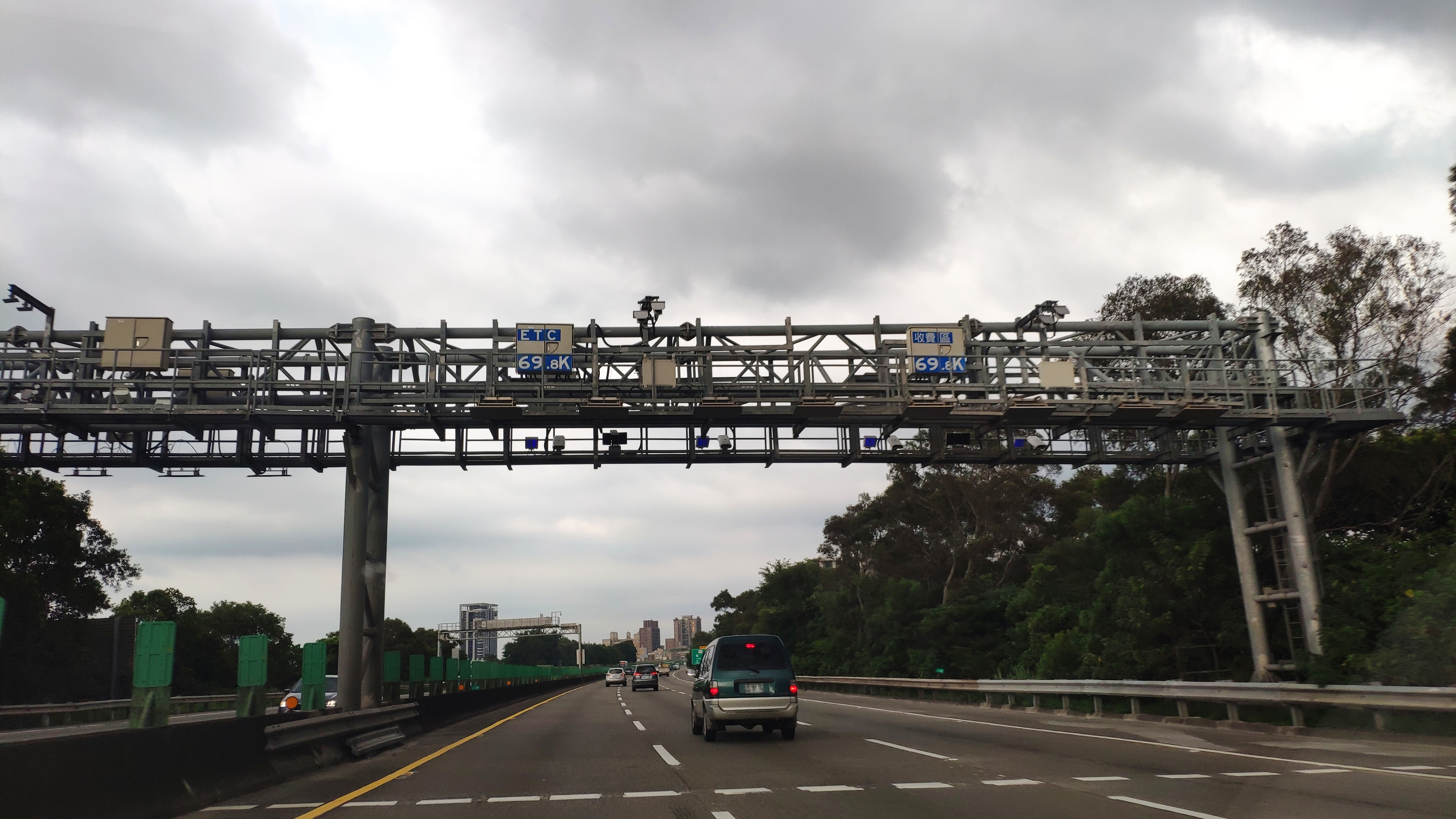
臺灣的高速公路電子收費系統

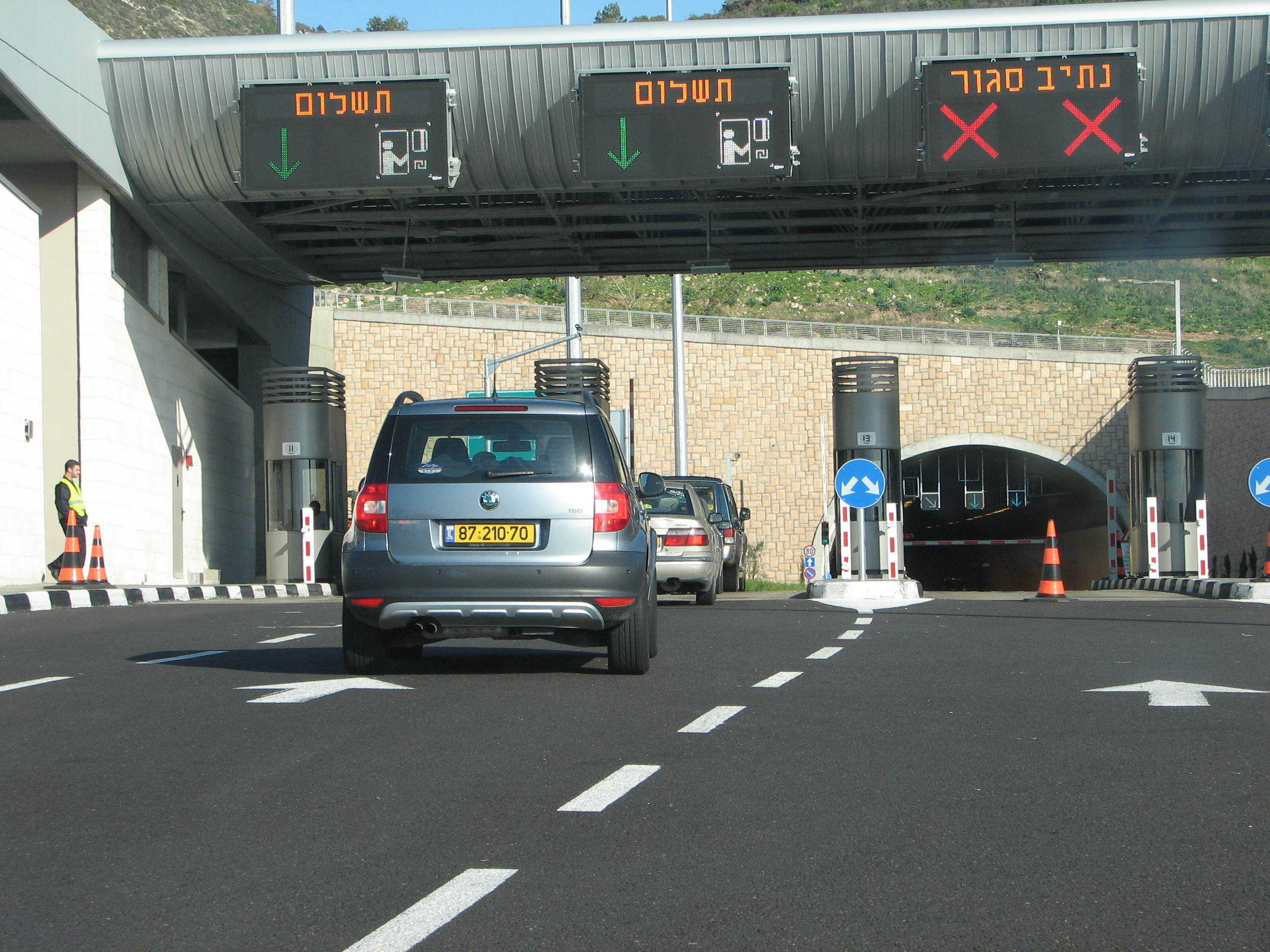
以色列海法的电子道路收费系统

電子道路收費系統（英語：electronic toll collection，縮寫ETC；另称，缩写ERPS），是收費道路上安裝的一類自動收取車輛通行費的電子系統，通常見於高速公路、施行收費政策的橋樑和隧道以及部分城市道路，便於快速放行所要收費的車輛，以緩解交通擁堵狀況。
ETC 系統一般透過車輛擋風玻璃上安装的收發器來進行收費。當車輛經過收費點時，收發器便會對收費點的感應器發出訊號，系統便會自动扣费並記錄下車輛經過的時間，或是僅作記錄而暫不扣費，待到之後的某個的時間點再向車主發出收費賬單。
世界上首個 ETC 系統是1991年於葡萄牙啟用的「Via Verde」（意為「綠色通道」）系統。

## 技術

中国大陆兼有ETC和人工收费功能的收费站标志

不停車收費系統是指車輛在通過收費站時，通過車載設備或電子標籤實現車輛識別，信息寫入（入口）並自動從預先綁定的IC卡或銀行帳戶上扣除相應資金（出口），雖然能實現不停車收費，但一般來說，車輛還是需要以較低速度通過。
ETC的优势在于：
- 提高通行能力；
- 減少環境污染；
- 不使用現金交易，避免找零麻煩。

根据专家的测试报告，若所有车辆使用ETC缴费，平均每辆车通过ETC车道比通过人工收费车道的油耗节省量为0.0314升/车次，CH化合物排放量降低约0.7克/车次，CO化合物排放量降低4.7克/车次，NO化合物排放量降低0.3克/车次；另外，普通轿车通过人工收费站的平均时间为14秒，若采用ETC缴费，通过收费站的平均时间仅为3秒，即每车次可节约11秒的时间。

## 使用情況

### 中国大陆

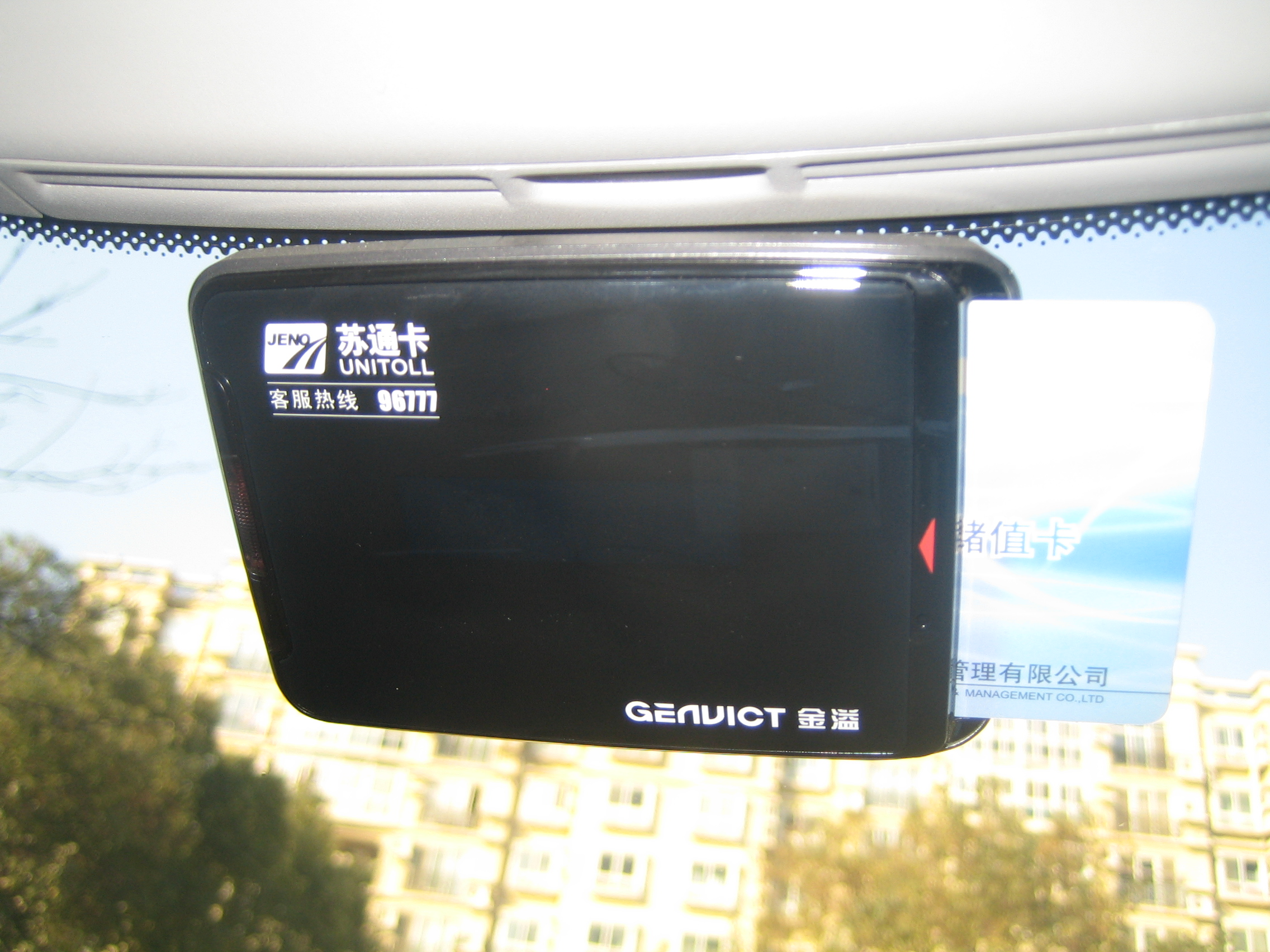
一套ETC设备，电子标签插入的卡片为江苏省境内发行的苏通卡

中国大陆除海南和西藏以外，已有统一的ETC系统。根据中华人民共和国交通运输部的安排，2014年12月21日，北京、天津、河北、山东、山西、上海、江苏、浙江、安徽、福建、江西、辽宁、陕西、湖南14个省市的ETC系统实现互通。2015年9月28日，随着内蒙古、黑龙江、广西、新疆并入ETC联网区域，中国大陆的ETC系统正式实现了除海南西藏两省级单位之外的全国互通。为推广ETC系统，2015年10月，中国大陆举行“ETC宣传推广月”，向用户推出优惠活动。2019年，为推进省界高速公路收费站取消政策，交通运输部计划进一步推广普及ETC系统，措施包括免费安装ETC设备等。计划于当年年底，中国大陆地区ETC使用率达90%以上。同年6月，中华人民共和国国家发展和改革委员会和中华人民共和国交通运输部印发《加快推进高速公路电子不停车快捷收费应用服务实施方案》。其中称目标在2019年年底“基本实现高速公路不停车快捷收费”。2020年1月1日零时，根据交通运输部的部署，全国29个联网省份的487个高速公路省界收费站全部取消。截至2019年年底，全国ETC推广发行1.23亿户，累计用户已达到2.04亿。

#### 廣東
广东省的ETC服务系统（粵通卡）于1998年10月被广泛使用于广东省内的各条高速公路之上。

#### 上海
上海市高速公路电子不停车收费系统于2008年年底开通试运行。目前，上海的ETC系统能与江苏、安徽、江西、浙江互联互通。

#### 京津冀
京津冀地区于2010年9月28日完成区域内高速公路联网不停车电子收费系统的互联互通。2013年年底前，山东、山西将并入京津冀联网区域。

#### 武汉（已取消）
武汉市在横跨长江和汉江的桥梁和隧道上设置了ETC系统，对于车辆进行收费。2018年1月1日停止收费前，除武汉长江大桥、江汉一桥和江汉二桥之外，武汉市市域范围内所有横跨长江和汉江的桥梁和隧道都征收通行费。

#### 山东
鲁通卡是山东省联网高速公路电子收费专用缴费卡，由山东省交通运输厅发行，包含“鲁通卡（A卡）”和“鲁通卡（B卡）”，其中“A卡”为记账卡，而“B卡”为预付费卡。2013年8月28日，山东高速集团推出了兼具高速公路ETC功能的第三方支付预付费卡“信联卡”，并计划自同年12月31日起，该卡与鲁通卡可在京、津、冀、鲁、晋五省市高速公路使用。

#### 宁夏
宁夏回族自治区于2012年11月在全区高速公路系统中试运行电子不停车收费系统，首批ETC主要集中在银川地区、各市、县、旅游景区、机场所在地的22个高速公路收费站，基本涵盖目前全区车流量较大的收费站。预计2013年1月向社会车辆开放。

### 香港

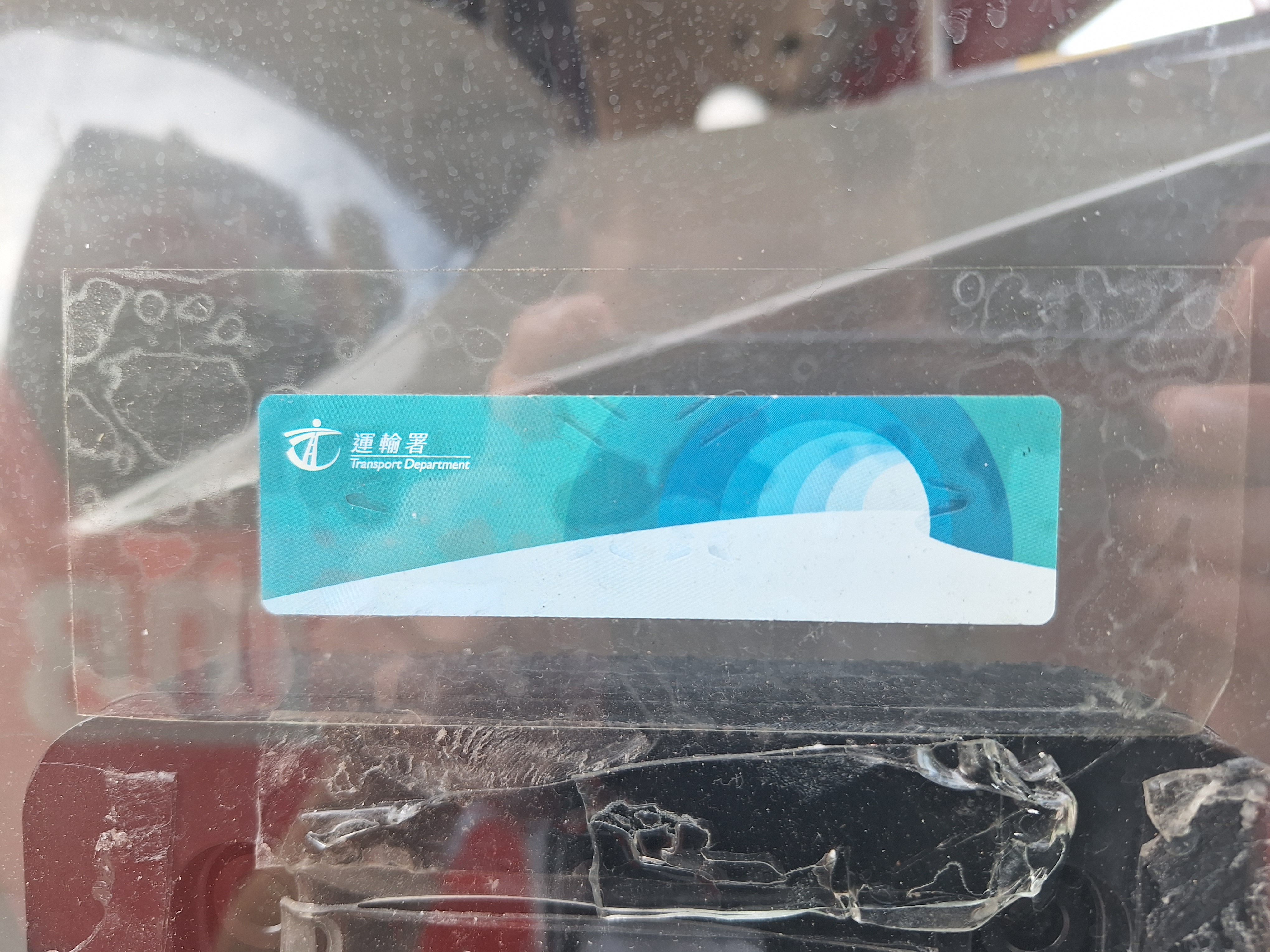
易通行車輛貼

香港在1982年討論全面使用電子道路收費的可行性，1983年於中環進行試驗，但引起民間強烈反彈而擱置。現時的電子道路收費系統稱為“快易通”，由原本不相兼容的兩套獨立系統合併而成，在1998年10月開始使用，但由於使用快易通須支付先支付按金及每月繳交行政費，因此仍然有不少駕駛人士不願使用。近年社會正討論在市區繁忙道路引入電子道路收費系統，減低過高的交通流量，但計劃一直未取得進展。
香港政府於2023年5月7日開始陸續推出公營的不停車繳費服務“易通行”，並取代快易通，司機需向運輸署申請電子道路收費標籤，或在指定售賣點購買。

### 台灣

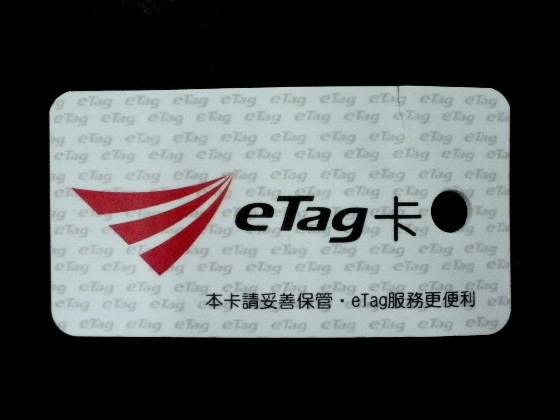
台灣高速公路ETC系統所使用之儲值用卡片

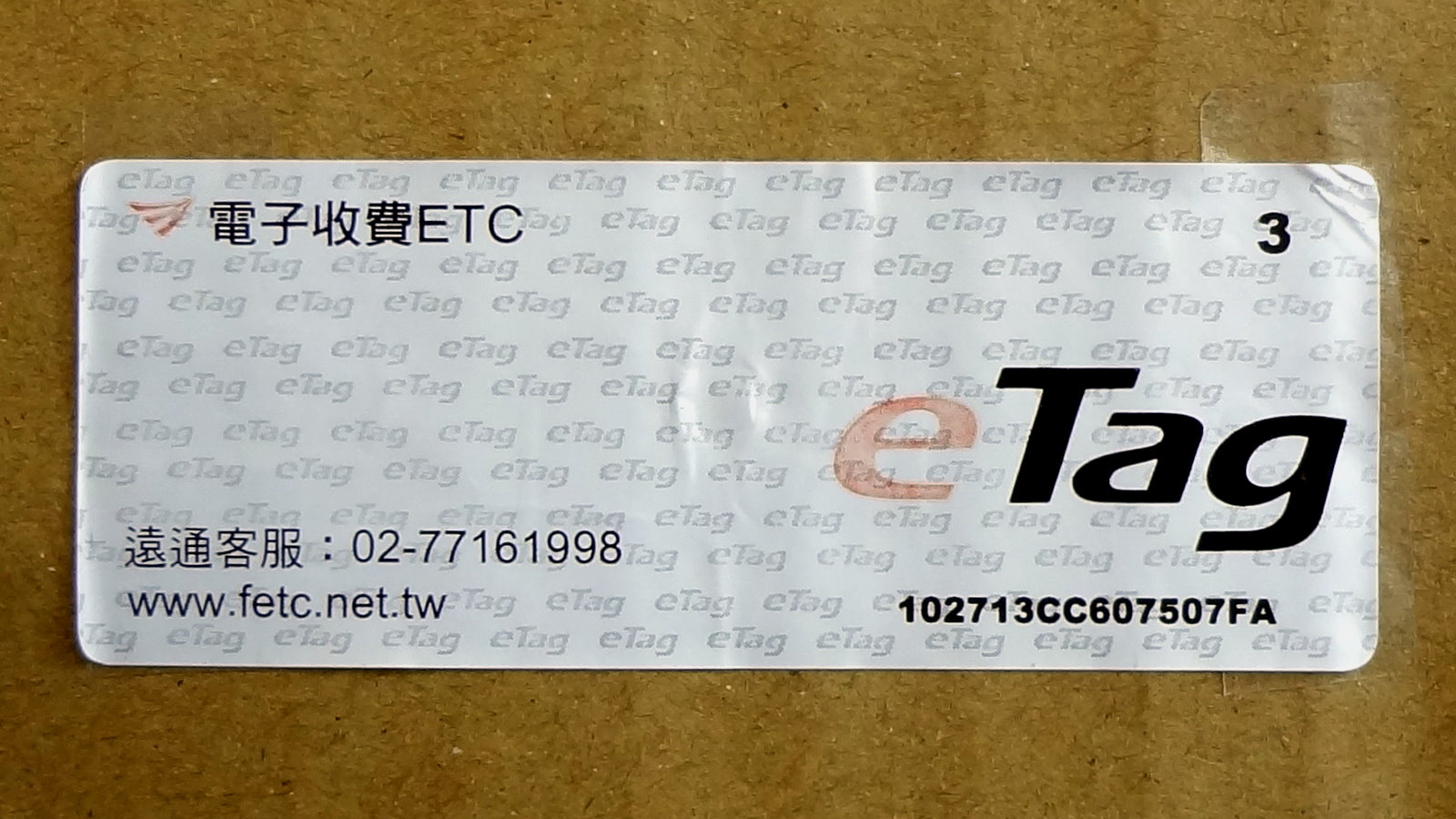
eTag前擋玻璃型

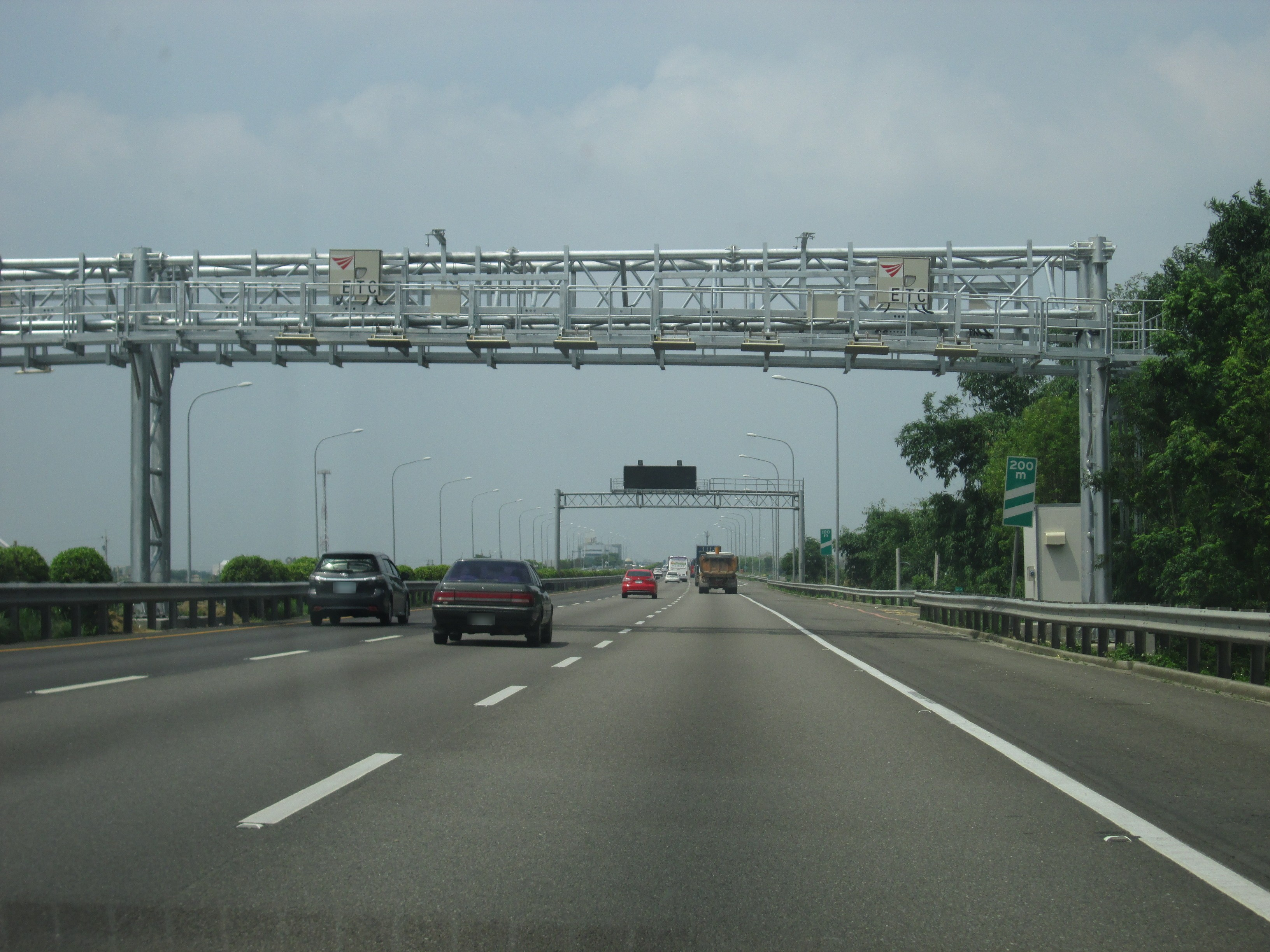
台灣高速公路ETC系統所使用之第三代系統（現行）eTag 收費門架

台灣在國道系統實施電子收費系統，以BOT模式委託遠通電收建置和營運到2035年。2006年2月10日開通，2013年12月30日全面取代人工收費服務，同時成為全世界第一個將高速公路全面以電子計程收費的國家。

### 新加坡
新加坡的电子道路收費系统（ERP）由陆路交通管理局于1998年9月投入使用。在新加坡，凡是在高峰时段进入市中心地区的车辆，都必须透过穿越闸门来自动付费。

### 美國

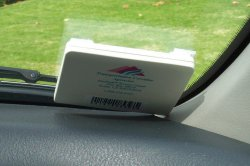
美國加州 FasTrak ETC 系統的車上單元（On-Board Unit）

### 智利

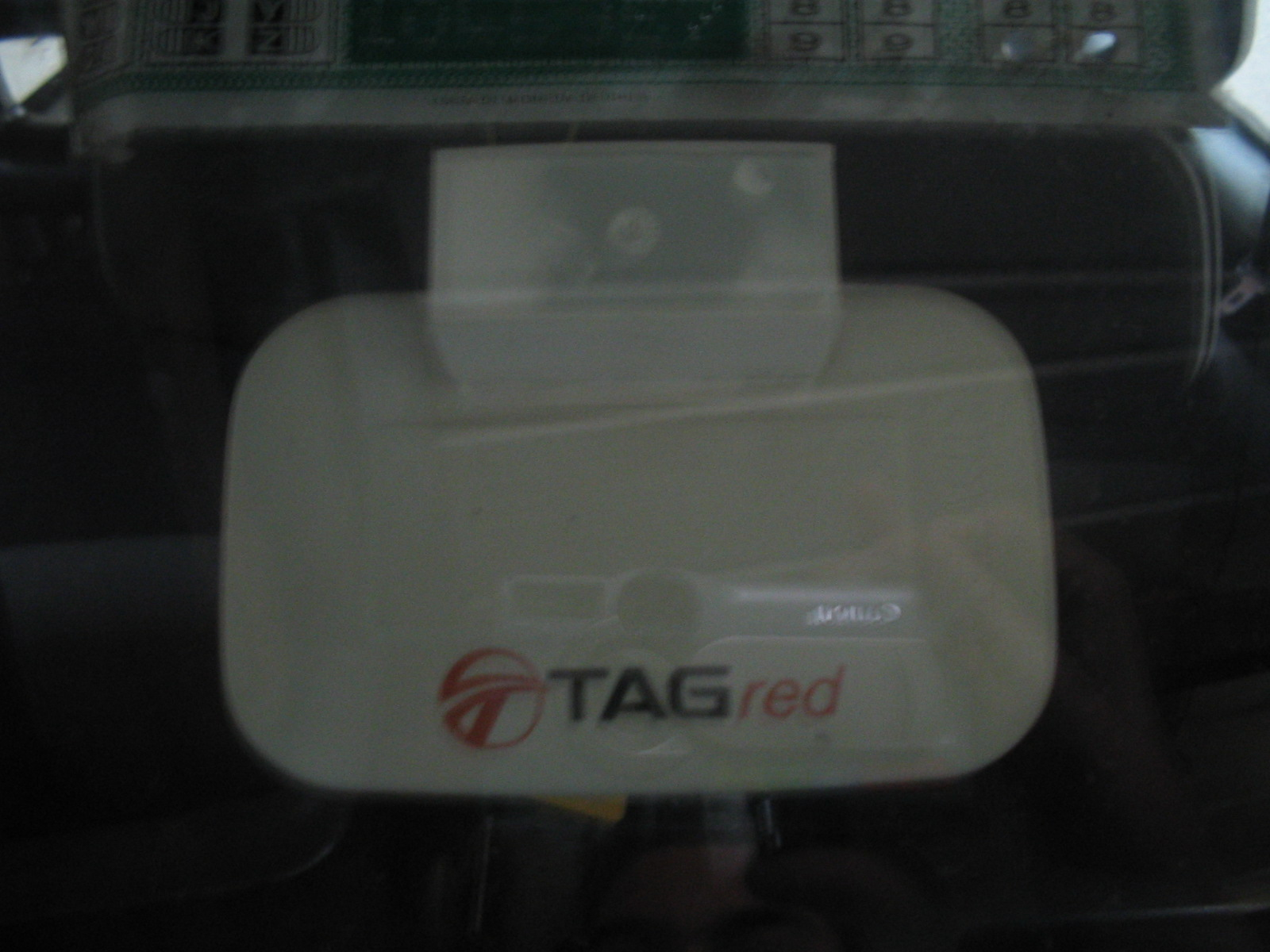
智利公路使用的車上單元

### 日本
日本實施ETC電子收費與人工收費雙軌並行制，電子收費裝置的設備由各地廠商按照日本政府設定的標準來生產製造並販賣。